# Songbird (album Barbry Streisand)
Songbird – album amerykańskiej piosenkarki Barbry Streisand, wydany w 1978 roku. Płyta dotarła do miejsca 12. amerykańskiego zestawienia Billboard 200 i uzyskała w USA status platynowej.
Tytułowa piosenka została wydana jako singel i uplasowała się w top 40 amerykańskiej i kanadyjskej listy przebojów.

## Lista utworów
Strona A
| 1. | „Tomorrow”                   | 2:56  |
|    |                              |       |
| 2. | „A Man I Loved”              | 4:02  |
|    |                              |       |
| 3. | „I Don’t Break Easily”       | 3:53  |
|    |                              |       |
| 4. | „Love Breakdown”             | 3:36  |
|    |                              |       |
| 5. | „You Don’t Bring Me Flowers” | 3:58  |
|    |                              |       |
|    |                              | 18:25 |
|    |                              |       |
Strona B
| 1. | „Honey Can I Put on Your Clothes” | 5:24  |
|    |                                   |       |
| 2. | „One More Night”                  | 3:10  |
|    |                                   |       |
| 3. | „Stay Away”                       | 3:47  |
|    |                                   |       |
| 4. | „Deep in the Night”               | 3:10  |
|    |                                   |       |
| 5. | „Songbird”                        | 3:46  |
|    |                                   |       |
|    |                                   | 19:17 |
|    |                                   |       |

## Notowania
| Kraj                              | Pozycja |
| --------------------------------- | ------- |
| Australia                         | 30      |
| Kanada                            | 10      |
| Stany Zjednoczone (Billboard 200) | 12      |
| Wielka Brytania (UK Albums Chart) | 48      |

## Certyfikaty
| Kraj                     | Certyfikat      |
| ------------------------ | --------------- |
| Kanada (Music Canada)    | platynowa płyta |
| Stany Zjednoczone (RIAA) | platynowa płyta |
| Wielka Brytania (BPI)    | srebrna płyta   |